# Ruy Roque Gameiro
Ruy Roque Gameiro  (27 de febrero de 1906-18 de agosto de 1935) fue un escultor portugués. A pesar de que murió relativamente joven, se ganó la admiración de los críticos, en particular de José de Figueiredo.

## Datos biográficos
Hijo del maestro acuarelista Roque Gameiro y discípulo de José Simões de Almeida (sobrino), asistió al curso de mecánico de automóviles en la Escuela Industrial Marqués de Pombal de  Lisboa, en aquel momento dirigida por Sanches de Castro.
Terminó en el año 1928 el curso de la Escuela de Bellas Artes de Lisboa, con una probada prueba en escultura bajo el título Abel y Caín. Al año siguiente, expuso por primera vez en la Sociedad Nacional de Bellas Artes -Sociedade Nacional de Belas Artes, con dos esculturas, Salomé y la cabeza del pintor José Tagarro, esta última pronto adquirida para el Museo Nacional de Arte Contemporáneo.
En 1930 ganó el concurso para el monumento a los muertos de la Primera Guerra Mundial en Abrantes, Portugal, el primero en ser modelado en hormigón.·
Obtuvo en 1931 en colaboración con el arquitecto  Veloso Reis,· el primer premio del jurado para la selección de un monumento a los muertos de la Primera Guerra Mundial para Lourenco Marques (hoy Maputo), una escultura que llegó a ser entregada a la ciudad en 1935.
El escultor ganó un concurso para la realización de una estatua de Juan II de Portugal, que llegó a ser erigida en la avenida da India, en Lisboa; también participó en el Salón de los Independientes, organizado en S.N.B.A.
Se casó en 1933 con María Elena Castelo Branco, en el mismo año que modeló estatuas y bajorrelieves para el diseño del monumento a Enrique el Navegante, a erigir en Sagres, diseñado por los arquitectos Carlos e Guilherme Rebelo de Andrade.·
Murió a la edad de 29 años en un accidente de coche en la carretera de Sintra, como resultado de la violenta colisión entre su motocicleta y un automóvil y que afectó también a su esposa.